# NGC 990
NGC 990 est une galaxie elliptique située dans la constellation du Bélier. NGC 990 a été découverte par l'astronome germano-britannique William Herschel en 1786.

## Caractéristiques
Sa vitesse par rapport au fond diffus cosmologique est de 3 272 ± 27 km/s, ce qui correspond à une distance de Hubble de 48,3 ± 3,4 Mpc (∼158 millions d'al).
À ce jour, une mesure non basée sur le décalage vers le rouge (redshift) donne une distance d'environ 42,400 Mpc (∼138 millions d'al). Cette valeur est  légèrement à l'extérieur des valeurs de la distance de Hubble. Notons cependant que c'est avec la valeur moyenne des mesures indépendantes, lorsqu'elles existent, que la base de données NASA/IPAC calcule le diamètre d'une galaxie et qu'en conséquence le diamètre de NGC 990 pourrait être d'environ 27,4 kpc (∼89 400 al) si on utilisait la distance de Hubble pour le calculer.

## Groupe de NGC 1024
NGC 990 fait partie d'un petit groupe de trois galaxies, le groupe de NGC 1024. Les deux autres galaxies du groupe sont NGC 1024 et NGC 1029.